# 崔神庆
崔神庆（630年代？—705年），贝州武城县（今河北省衡水市故城县）人。出身清河崔氏。

## 生平
崔神庆以明经科中举，在武则天时，官职升至莱州刺史。武后以他历职皆有美政，其父崔义玄在武后上位时出过谋划，对他很是赏识，擢拜他为并州长史。长寿年间（692年），其兄崔神基被任为宰相，为相月余，为酷吏所陷害，下狱当死，崔神庆奔赴京城向武后求情，并据理力争，最终崔神基被免死流放，而崔神庆亦被牵连贬为歙州司马。长安年间（701—704年），累转户部侍郎，后转太子右庶子，赐爵魏县开国子，与太子詹事祝钦明每日于东宫陪中宗李显侍读。后历任司刑、司礼二卿。
705年，唐中宗即位，崔神庆因依附张昌宗兄弟，被贬流放钦州（在今广西壮族自治区境），不久去世，年七十余岁。次年，敬晖等五王被逐出朝堂，因张昌宗兄弟原因被贬职流放的官员全部得到赦免，崔神庆被追赠幽州都督。玄宗时赠太子少傅。

## 家族
曹魏时中尉崔琰第十代孙。
- 父亲：崔义玄，唐高宗为蒲州刺史，赠益州都督，谥号贞。
- 兄长：崔神基
- 长子：崔琳，在唐玄宗时与弟崔珪、崔瑶，号称“三戟崔家”。
- 次子：崔，太子詹事
- 三子：崔球
- 四子：崔瑶，光禄卿
- 五子：崔琨